# Пак Вітольд Вітольдович
Пак Вітольд Вітольдович (20 травня 1935, Сталіно — 25 грудня 2002, Донецьк) — український математик, гірничий інженер, автор понад 120 винаходів. Син академіка АН України Вітольда Степановича Пака.

## Біографія
1958 року закінчив навчання в Донецькому індустріальному інституті за спеціальністю «Гірничі машини». До 1976 року працював в НДІ гірничої механіки АН УРСР імені М. М. Федорова, очолював лабораторію відцентрових вентиляторів.
Вже в перші роки роботи Вітольд Вітольдович створив принципово нові аеродинамічні схеми відцентрових вентиляторів, які могли повністю забезпечити провітрювання глибоких і надглибоких вугільних шахт Донбасу і СРСР. ККД розроблених ним і його колегами вентиляторів становив 84-85 %, це дало змогу вивести галузь на світовий рівень.
1963 року Вітольд Вітольдович захистив в московському ІГД імені Скочинського кандидатську дисертацію на тему «Дослідження деяких закономірностей робочого процесу коліс високо економічних відцентрових вентиляторів і метод визначення оптимального режиму їх роботи». Результати подальших досліджень склали основу докторської дисертації на тему «Аеродинамічні дослідження і розрахунок шахтних елементів вентиляційних установок з відцентровими вентиляторами», її Пак захистив 1971 року.
Згодом Вітольд Вітольдович і його колеги працювали над створенням ряду шахтних вентиляторів, які б можна було експлуатувати в низькотемпературних умовах, в тому числі на крайній півночі. Ними розроблений найбільший у світі вентилятор такого класу «Північ», який дозволив здійснювати ефективне провітрювання шахт в Норильську. За ці досягнення 1981 року Вітольд Вітольдович нагороджений Державною премією СРСР, а 1982 року — золотою медаллю ВДНГ України.
Ще один важливий напрямок дослідної та винахідницької діяльності Пака — застосування «гнучких елементів» у вентиляторах, де захищене Вітольд Вітольдович здійснив кілька винаходів, захищених авторськими свідоцтвами, запатентовані. За роботу в цьому напрямку 1987 року Всесвітня організація інтелектуальної власності при ООН нагородила В. В. Пака почесним дипломом.
Працював завідувачем кафедри вищої математики Донецького політехнічного інституту. Став головою науково-методичної комісії з математики при Міністерстві освіти і науки України. 1993 року він став членом національної Ради з математики і механіки Мінвузу України. Від створення ВАК України став членом експертної ради гірничого профілю. За визначні досягнення в освіті і активну участь в становленні промислового потенціалу України 1992 року здобув звання «Заслуженого діяча науки і техніки України». 22 квітня 1994 року обраний академіком Інженерної академії України за фахом «Геологія, видобуток і переробка корисних копалин», а 25 лютого 1997 року — членом-кореспондентом Академії гірничих наук України.
25 грудня 2002 року Вітольд Вітольдович Пак помер після хвороби.

### Цікаві факти
- В студентські роки товаришував із Анатолієм Соловяненком, разом із яким відвідували уроки вокалу Олександра Коробейченка, оперного співака[1].

## Основні праці
Загалом Вітольд Вітольдович Пак опублікував понад 400 наукових робіт, серед них 9 монографій. Він підготував 4 доктори і 8 кандидатів технічних наук. Автор понад 120 винаходів.
Деякі монографії
- «Елементи шахтних вентиляційних установок головного провітрювання» (М-код: Надра. 1972)
- «Шахтні відцентрові вентилятори» (М-код: Надра. 1976)
- Пак В. В., Носенко Ю. Л. Высшая математика: Учебник. — Д.: Сталкер, 1997. — 560 с.

## Нагороди, звання і пам'ять
- Державна премія СРСР (1981)
- Золота медаль ВДНГ України (1982)
- Почесний диплом Всесвітньої організації інтелектуальної власності при ООН (1987)
- Заслужений діяч науки і техніки України (1992)
- Кафедра вищої математики ДонНТУ носить ім'я В. В. Пака[2].
- Заснована стипендія імені В. В. Пака в ДонНТУ, якою щороку нагороджується студенти другого курсу університету, що продемонстрували успіхи в математиці і науковій творчості.